# Jandun
Jandun é uma comuna francesa na região administrativa de Grande Leste, no departamento Ardenas. Estende-se por uma área de 12,74 km². Em 2010 a comuna tinha 301 habitantes (densidade: 23,6 hab./km²).